# Veyssilieu
Veyssilieu é uma comuna francesa na região administrativa de Auvérnia-Ródano-Alpes, no departamento de Isère. Estende-se por uma área de 6,49 km². Em 2010 a comuna tinha 348 habitantes (densidade: 53,6 hab./km²).